# Josenópolis
Josenópolis é um município brasileiro do estado de Minas Gerais. De acordo com o Censo Demográfico realizado em 2022 sua população era de 3 630 habitantes.

## Geografia
Localiza-se na Mesorregião do Norte de Minas.

### Rodovias
- MG-308

## Administração
- Prefeito: Daniel Patrick Ribeiro Queiroz
- Vice-prefeito: José Nilson Pestana
- Presidente da câmara: José Naldo Anastácio Ribeiro